# バラン (電子工学)
電子工学におけるバラン、バルン（英: balun）とは同軸ケーブルと2線フィーダーなど、平衡と不平衡の状態にある電気信号を変換するための素子である。「balun」とは、平衡（balanced）と不平衡（unbalanced）の頭文字を合成したかばん語である。日本語では平衡-不平衡変換器という。

## 用途
バランの最も一般的な用途を示す。
- テレビ、アマチュア無線、あるいは他のアンテナの設置において特性インピーダンスが300Ωのリボンフィーダー（平衡）と75Ω（または50Ω）の同軸ケーブル（不平衡）を接続、あるいは平衡型アンテナを同軸ケーブルに接続する時に変換を行う。
- 携帯電話やBluetoothのRFIDにおいて平衡入出力の場合、不平衡デバイスへの接続や同軸ケーブルへの接続に用いる。この場合、ゴマ粒程度の大きさのチップバランと呼ばれる表面実装部品が使われることが多い。
- オーディオでは、高いインピーダンスの非平衡ラインを低いインピーダンスの平衡ラインに変換する。
- 電力線搬送通信では、電源線と信号線の結合を行うために用いる。

## 種類
ダイポールアンテナなど完全に平衡（電気的に対称）なアンテナを同軸ケーブルに接続するためのバランを強制バラン、平衡性がくずれた平衡アンテナや地線が不完全なグラウンドプレーンアンテナなどの完全な不平衡でも完全な平衡でもないアンテナを同軸ケーブルに接続するためのバランをフロートバランと呼ぶ。なお現実のダイポールアンテナ、特に住宅に近接して展張された短波帯以下の周波数のダイポールアンテナの場合、周りの障害物の影響も含めての平衡にはなっておらず完全に平衡であるとは言えないので厳密には強制バランでの完全な不平衡変換は出来ない。

### 強制バラン

#### 集中定数型
一般的なバランは単にトランスのどちらか一方のポートを大地アースまたはシャーシアースから浮かせて（非接続にして）、平衡側の回路に接続したものである。トランスなのでインピーダンス比の変換を同時に行うこともできる。通常、これ以外の機能は無く電源も必要としない。
家庭用のテレビ受像機やアンテナでは4:1のインピーダンス比を持ち、標準的な300Ωのリボンフィーダーと75Ωの同軸ケーブルを整合させるためのバランが用いられている。メガネコアと呼ばれる穴の2つ空いた専用のコアに線を巻いたものが使われる。

#### 分布定数型
λ/2の分布定数線路を使って位相を反転させることで、不平衡を平衡に変換する。1:4のインピーダンス比を持つ。Uバランと呼ばれる。

### フロートバラン
シュペルトップや同軸ケーブルをコアに通しチョークコイルとしたもので、同軸ケーブルの表面の導体のインピーダンスを高くする事で同軸ケーブルの表面を流れる電流を阻止する。アンテナ用のコモンモードフィルタである。